# Sammenlægningsudvalg
Et sammenlægningsudvalg bestod af den kommunalbestyrelse, der blev valgt ved kommunalvalget i november 2005 i de kommuner, der blev lagt sammen i henhold til Kommunalreformen (2007). I disse kommuner blev valgperioden for de gamle kommunalbestyrelser forlænget med et år, så den gamle struktur kunne fungere mens den nye blev bygget op. Den nye kommunale inddeling trådte i kraft den 1. januar 2007, og sammenlægningsudvalgene blev dermed til egentlige kommunalbestyrelser.
Sammenlægningsudvalgene fungerede i 2006, og deres kompetence var fastsat med udgangspunkt i den kompetence, der var tillagt sammenlægningsudvalget i forbindelse med kommunesammenlægningen på Bornholm.
Derudover blev det bestemt, at de eksisterende kommunalbestyrelsers økonomiske dispositioner, især iværksættelse af større anlægsinvesteringer og tillægsbevillinger, skulle godkendes af sammenlægningsudvalgene.
Sammenlægningsudvalgene skulle i det hele taget informeres om den økonomiske udvikling, herunder likviditetsudviklingen, i sammenlægningskommunerne.